# Séverine Nébié
Atio Séverine Nébié, née le 27 novembre 1982 à Bandéo-Naponé, est une judokate ayant porté les couleurs de son pays natal, le Burkina Faso, du Ghana et de la France.
Elle est le porte-drapeau de la délégation burkinabé aux Jeux olympiques d'été de 2012.
Depuis la fin de sa carrière sportive en 2022, elle a été nommée entraineur national de l'équipe de France de Jujitsu.
Elle est également Cadre Technique fédéral auprès de la ligue Nouvelle Aquitaine de judo jujitsu.

## Palmarès

### Judo
- Championnats d'Afrique de judo
  -  Médaille d'or en moins de 63 kg en 2011 (pour le Burkina Faso)
  -  Médaille d'argent en moins de 57 kg en 2006 (pour le Burkina Faso)
  -  Médaille de bronze en moins de 63 kg en 2012 (pour le Burkina Faso)
  -  Médaille de bronze en moins de 63 kg en 2010 (pour le Burkina Faso)
  -  Médaille de bronze en moins de 57 kg en 2009 (pour le Burkina Faso)
- Jeux africains
  -  Médaille d'or en moins de 63 kg en 2011 (pour le Burkina Faso)
- Jeux de la Francophonie
  -  Médaille d'argent en moins de 57 kg en 2005 (pour le Burkina Faso)

### Sambo
- Championnats d'Afrique de sambo
  -  Médaille d'or en moins de 60 kg en 2015 (pour le Ghana)[1]

### Ju-jitsu
- Championnats du monde
  -  Championne du monde en moins de 62 kg en 2015 et 2016
  -  Championne du monde en jiujitsu brésilien en moins de 62 kg en 2011
  -  Vice-championne du monde en moins de 62 kg en 2011, 2012 et 2018
  -  Médaille de bronze en moins de 62 kg en 2010 et 2014
- Jeux mondiaux
  -  Médaille d'or en moins de 62 kg en 2017[2] (pour la France)
  -  Médaille d'argent en moins de 62 kg en 2013 (pour la France)
- Championnats d'Europe
  -  Championne d'Europe en 2018[3] (pour la France)
  -  Championne d'Europe en 2015 et 2016[4] (pour la France)
  -  Championne d’Europe en 2022
  -  Vice Championne d'Europe en 2010, 2013 et 2021